# Мирко Ковач (кошаркаш)
Мирко Ковач (Београд, 1. март 1983) је српски кошаркаш. Игра на позицији крила.

## Биографија
Прошао је млађе категорије Партизана,са којима је био пионирски и кадетски првак државе и капитен екипе а у сезони 2000/01. дебитовао је и за први тим. Од 2001. до 2003. играо је за ОКК Београд. За сезону 2003/04. вратио у Партизан и са црно-белима освојио државно првенство. Следећу сезону је такође почео у Партизану, али је у јануару 2005. отишао у Атлас и тамо се задржао до краја сезоне.
За сезону 2005/06. се вратио у ОКК Београд. Ковач је у тој сезони просечно бележио 20,4 поена на утакмици, што га је сврстало на треће место најкориснијих играча лиге, одмах иза Дејана Милојевића и Милана Гуровића. У јуну 2006. је потписао за Црвену звезду, у којој је провео наредне три сезоне, а у последњој сезони је током одсуства Тадије Драгићевића био и капитен. У јануару 2010. је потписао за пољски Кошалин, са којим осваја Куп Пољске.
За сезону 2010/11. је потписао уговор са кипарским АПОЕЛ-ом, са којим је освојио Суперкуп Кипра. За сезону 2011/12. се вратио у ОКК Београд. Након једне сезоне без клуба, Ковач је у лето 2013. потписао једногодишњи уговор са румунском Крајовом. Сезону 2014/15. провео је у Питештију. Током 2016. је играо за грчки Короивос. У фебруару 2017. је потписао за екипу Тимба Темишвар и са њима се задржао до краја те сезоне. У августу 2017. постаје играч Куманова, где проводи наредне две сезоне.
Као члан кадетске репрезентације СР Југославије освојио је златну медаљу на Европском првенству 1999. године.

## Успеси

### Клупски
- Партизан:
  - Првенство Србије и Црне Горе (1): 2003/04.
- Кошалин:
  - Куп Пољске (1): 2010.
- АПОЕЛ:
  - Суперкуп Кипра (1): 2012.

### Репрезентативни
- Европско првенство до 16 година:  1999.